# Mörk avenboksguldmal
Mörk avenboksguldmal (Phyllonorycter esperellus) är en fjärilsart som först beskrevs av Johann August Ephraim Goeze 1783.  Mörk avenboksguldmal ingår i släktet guldmalar, och familjen styltmalar. Arten är reproducerande i Sverige.